# Kermes (insecto)
Kermes o quermes es un género de insectos del orden Hemiptera, suborden Sternorrhyncha y superfamilia Coccoidea.
Se alimentan de la savia de árboles del género Quercus (robles). 
Las hembras producen un tinte rojo también llamado kermes que es la fuente natural del color carmesí.
En la época romana el médico Dioscórides, escribió que el mejor carmesí  provenía del kermes de las provincias de Galacia y Armenia.

## Taxonomía

### Descripción
El género fue descrito en 1798 por el entomólogo francás Pierre André Latreille.

### Etimología
El nombre Kermes procede del árabe persa qirmiz, 'carmesí', y este del sánscrito krimiga, 'producido por insectos', de krmi, 'gusano, insecto'.

### Especies
Se reconocen unas veinte especies, entre ellas:
- Kermes bacciformis Leonardi, 1908
- Kermes corticalis (Nassonov, 1908)
- Kermes echinatus Balachowsky, 1953
- Kermes gibbosus Signoret, 1875
- Kermes ilicis (Linnaeus, 1758)
- Kermes roboris (Fourcroy, 1785)
- Kermes vermilio Planchon, 1864

El Sistema Integrado de Información Taxonómica, en la actualidad, reconoce dieciocho.